# Вейд Вільямс
Вейд Ендрю Вільямс (англ. Wade Andrew Williams; нар. 24 грудня 1961) — американський актор, найбільше відомий за роллю Бреда Белліка в телесеріалі «Втеча з в'язниці».

## Біографія
З дитинства Вільямс цікавився музикою і кіномистецтвом, проте не думав про кар'єру актора. Після закінчення середньої школи він планував вивчати медицину, однак незабаром змінив свої плани і в результаті отримав ступінь бакалавра театрального мистецтва в Університеті Талса, а потім — ступінь магістра мистецтв в сфері акторської майстерності в Ратгерському університеті.
На початку своєї акторської кар'єри Вільямс виступав в театрі «Делакорт» в Центральному парку Нью-Йорк а разом з Морганом Фріменом і Трейсі Ульман. Також разом з Дензелом Вашингтоном грав в «Річарді III», а пізніше виступав в таких постановках, як «Хлопці і лялечки», «Знедолені», «Поцілунок жінки-павука» та інших. Однією з перших ролей на телебаченні стала роль у фільмі «К-911. Собача робота» з Джеймсом Белуші.
Найбільш відомі фільми за участю Вільямса — «Фліка», «Морпіхи», «Співучасник», «Алі», «Ерін Брокович» та інші. Також він з'являвся і в епізодах таких телесеріалів як «Зачаровані», «CSI: Місце злочину», «Клієнт завжди мертвий», «24 години», «Секретні матеріали», «NCIS: Полювання на вбивць». З 2005 по 2009 рік він знімався в телесеріалі «Втеча з в'язниці» в ролі Бреда Белліка, яка на даний момент є однією з найбільш помітних його робіт.
З'являвся в кінцівці фільму «Веном», виконуючи роль тюремного наглядача, як відсилання до серіалу «Втеча з в'язниці».

## Особисте життя
Вільямс одружений і має дочку. Разом зі своєю родиною живе в Техасі.

## Фільмографія
| Рік       |   | Українська назва             | Оригінальна назва              | Роль                      |
| --------- | - | ---------------------------- | ------------------------------ | ------------------------- |
| 1997      | с | Профайлер                    | Profiler                       | Крейг Джентрі             |
| 1998      | с | Поліція Нью-Йорка            | NYPD Blue                      | Арнольд Струел            |
| 1998      | с | Сім днів                     | Seven Day                      | капітан Марк Голден       |
| 1999      | с | Сини грому                   | Sons of Thunder                | Джек Лесофскі             |
| 1999      | с | Спека в Лос-Анджелесі        | L.A. Heat                      | Джонні Кларінгер-молодший |
| 1999      | ф | Кендімен 3: День мерців      | Candyman 3: Day of the Dead    | Семюел Крафт              |
| 1999      | с | Швидка допомога              | ER                             | Мігрейн Гай               |
| 1999      | с | Дотик ангела                 | Touched by an Angel            | Бам                       |
| 1999      | ф | К-911. Собача робота         | K-911                          | Девон Ленг                |
| 2000      | ф | Ерін Брокович                | Erin Brockovich                | Тед Деніелс               |
| 2000      | с | Детектив Неш Бріджес         | Nash Bridges                   | Едвард Строуд             |
| 2001      | с | Вокер, техаський рейнджер    | Walker, Texas Ranger           | Джером Каттер             |
| 2001      | с | Секретні матеріали           | The X-Files                    | Рей Пірс                  |
| 2001      | с | Зачаровані                   | Charmed                        | другий шукач              |
| 2001      | с | Баффі — переможниця вампірів | Buffy the Vampire Slayer       | генерал Грегор            |
| 2000      | ф | Алі                          | Ali                            | лейтенант Джером Кларідж  |
| 2001—2005 | с | Шоу Берні Мака               | The Bernie Mac Show            | батько Кронін             |
| 2002      | с | CSI: Місце злочину           | CSI: Crime Scene Investigation | містер Рестон             |
| 2003      | с | Військово-юридична служба    | JAG                            | шериф Бред Дріскелл       |
| 2003      | с | C.S.I.: Місце злочину Маямі  | CSI: Miami                     | Джек Хокінс               |
| 2004      | ф | Співучасник                  | Collateral                     | другий федерал            |
| 2005—2008 | с | Втеча з в'язниці             | Prison Break                   | Бред Беллік               |
| 2009      | с | Мислити як злочинець         | Criminal Minds                 | детектив Ендрюс           |
| 2010      | с | Кістки                       | Bones                          | шериф Гас Абрамс          |
| 2011      | с | Менталіст                    | The Mentalist                  | Джек Лафлер               |
| 2012      | ф | Темний лицар повертається    | The Dark Knight Rises          | тюремний наглядач         |
| 2013      | ф | Мисливці на гангстерів       | Gangster Squad                 | Рурк                      |
| 2013      | с | NCIS: Полювання на вбивць    | NCIS                           | Ларрі Перселл             |
| 2014      | ф | День драфту                  | Draft Day                      | О'Рейлі                   |
| 2016      | с | Грімм                        | Grimm                          | Марк Холлоуей             |
| 2016      | с | Світ дикого заходу           | Westworld                      | капітан Норріс            |
| 2016—2017 | с | Вулиця милосердя             | Mercy Street                   | Сайлас Баллен             |
| 2017      | с | Елементарно                  | Elementary                     | Райан Декер               |
| 2017      | с | Чорний список                | The Blacklist                  | Едгар / колектор          |
| 2018      | ф | Темні уми                    | The Darkest Minds              | капітан                   |
| 2018      | ф | Веном                        | Venom                          | охоронець в'язниці        |
| 2019      | ф | Троє з пекла                 | 3 From Hell                    | Бафорд Таттл              |